# Саусне, Алфредс
Алфредс Саусне (латыш. Alfrēds Sausne; 15 июня 1900, Рига — 19 ноября 1994, Рига) — латвийский писатель и актёр. По мнению писательницы Гундеги Репше, один из наиболее ярких латышских интеллектуалов XX века.
В 1919 г. со школьной скамьи был мобилизован в Латвийскую армию, участвовал в боях с подразделениями Бермонта-Авалова. После демобилизации учился на естественнонаучном отделении Латвийского университета, работал делопроизводителем в государственных учреждениях и общественных организациях.
В 1930-е гг. входил в круг молодых писателей, объединившихся вокруг издательства «Grāmatu Draugs». Дебютировал в печати в 1935 году статьёй о творчестве Зенты Маурини. Автор первой биографии Эмиля Дарзиня (1935, переиздание 1943), биографии Огюста Родена (1936); написал также биографию Эдварта Вирзы (1944), отредактированную вдовой Вирзы Элзой Стерсте, но оставшуюся неизданной, и биографию Поля Гогена, конфискованную при аресте.
В 1951 г. арестован КГБ по делу так называемой «французской группы» — кружка интеллектуалов, собиравшегося на частной квартире для изучения и обсуждения французской культуры. Был отправлен в лагерь в Мордовию, затем выслан на поселение в Новосибирскую область.
Вернулся в Латвию в 1956 г., до 1960 г. работал продавцом в книжном магазине. Снимался в небольших ролях и эпизодах в ряде фильмов Рижской киностудии.
Художник Курт Фридрихсонс, написавший портрет Саусне ещё в 1939 году, писал в связи с его 90-летием:
Человек без лени. Похожий на пчелу или муравья, или на какую-то птицу. Утром, днём, вечером всегда готовый ответить вам, всё найти, всё отдать. Не знаю, знает ли он сам, как он богат. <…> Алфредс Саусне согласен в этом грандиозном театре нашей жизни играть любую роль, носить одежды короля, клоуна или шута. Он может быть узником и проповедником. Он это уже попробовал на самом деле и осуществил, работая на киностудии. Если нужно, он всех за всё может простить и всё понять. Не трогайте его, он и так уже избранный.
Жена — Элеонора Саусне (1910—1969), учительница.

## Фильмография
- Времена землемеров (1968) — Кеймурс
- Афера Цеплиса (1972) — эпизод
- Нападение на тайную полицию (1975) — генерал-губернатор
- Наперекор судьбе (1975) — работник детского дома
- В тени меча (1976) — эпизод
- Театр (1978) — эпизод
- Краткое наставление в любви (1982) — звонарь